# Vallières, Aube

Vallières este o comună în departamentul Aube din nord-estul Franței. În 1 ianuarie 2022 avea o populație de 169 de locuitori.